# 岩美車站
岩美車站（日语：／ Iwami eki */?）是一由西日本旅客鐵道（JR西日本）所經營的鐵路車站，位於日本鳥取縣岩美郡岩美町，是JR西日本山陰本線的沿線車站之一，也是所在地岩美町的主車站，與山陰本線上的特急列車「濱風」的停靠車站之一。岩美車站屬於中國統括本部所管轄的範圍，但委託由JR西日本的關係企業JR西日本米子Maintec（ジェイアール西日本米子メンテック）管理。

## 車站結構
側式與島式2面3線月台，可進行列車交會與待避的地面車站。站舍位於側式的1號月台側，島式的2、3號月台以跨線天橋連絡。

### 月台配置
| 月台 | 路線     | 方向 | 目的地             | 備註                        |
| ---- | -------- | ---- | ------------------ | --------------------------- |
| 1    | 山陰本線 | 上行 | 濱坂、城崎溫泉方向 |                             |
| 2、3 | 山陰本線 | 下行 | 鳥取、米子方向     | 3號月台只限一部分的普通列車 |

## 岩井町營軌道
在1926年至1964年之間，岩美車站曾是地方輕便軌鐵道路線岩井町營軌道所屬的鐵路路線與山陰本線的銜接車站。該路線連結岩美車站與岩井溫泉，作為前往溫泉休憩的旅客及當地所產銅礦礦石的運輸路線。但該路線自1930年代起就因火災、颱風等天災人禍等影響多次停駛，再加上旅運需求逐漸被公路運輸所取代，而於1964年時正式廢線。

## 其他
岩美車站曾是漫畫改編的日本電影《賴皮之宿》（リアリズムの宿）片尾最後一幕的拍攝背景。
岩美車站及其周遭地區（田後、浦富）是動畫《Free!》的舞台。

## 相鄰車站
西日本旅客鐵道
 山陰本線
- 特急「濱風」停車站

■快速、■普通
東濱－岩美－大岩

## 外部連結
- （日語）JR西日本米子Maintec